# Cryphoeca carpathica
Cryphoeca carpathica är en spindelart som beskrevs av Herman 1879. Cryphoeca carpathica ingår i släktet Cryphoeca och familjen panflöjtsspindlar. Inga underarter finns listade i Catalogue of Life.